# Smithornis
A Smithornis a madarak osztályának verébalakúak (Passeriformes) rendjébe, ezen belül a ricsókafélék (Eurylaimidae) családjába tartozó nem.
Besorolásuk vitatott, régebben a  ricsókafélék (Eurylaimidae) családjába tartoztak, az újabb kutatások helyezték az új családba, de ez még nem minden rendszerező által elfogadott.

## Rendszerezés
A nembe az alábbi 3 faj tartozik:
- kanalas ricsóka (Smithornis capensis)
- kameruni ricsóka (Smithornis sharpei)
- vörhenyes ricsóka (Smithornis rufolateralis)